# (132825) Shizu-Mao
(132825) Shizu-Mao est un astéroïde de la ceinture principale.

## Description
(132825) Shizu-Mao est un astéroïde de la ceinture principale. Il fut découvert le 16 août 2002 à Nanchuan par Ye Quan-Zhi. Il présente une orbite caractérisée par un demi-grand axe de 3,08 UA, une excentricité de 0,04 et une inclinaison de 11,0° par rapport à l'écliptique.

## Compléments